# Movimento de finalização
No wrestling profissional, o termo Finisher (também chamado de Finalizações)  é o movimento usado por wrestlers para em sua maioria das vezes encerrar a luta com um determinado golpe, ou fazer com que ele desista por submissão.

## Finisher de submissão

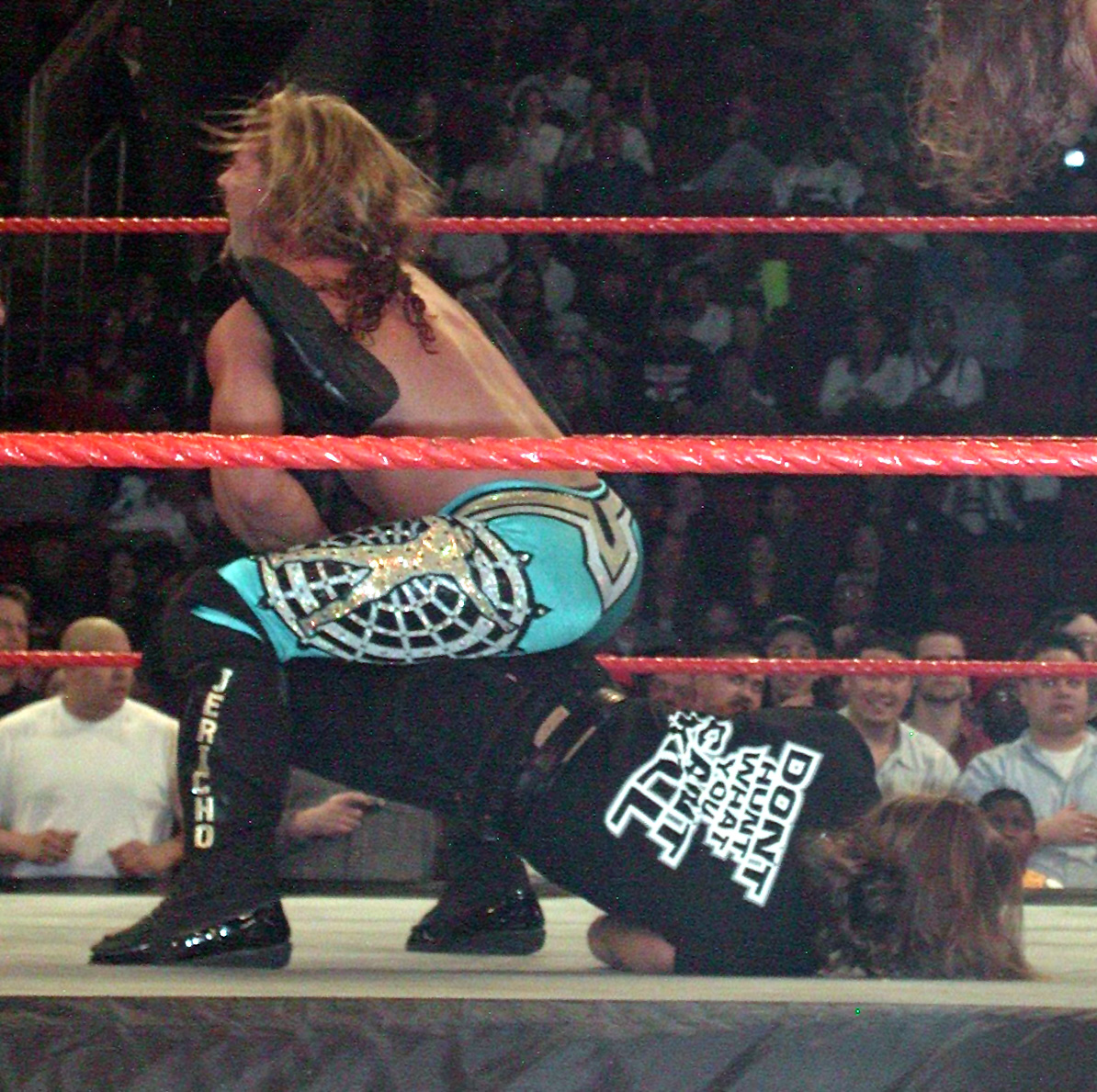
Walls of Jericho em Shawn Michaels

São finishers que fazem o oponente desistir, torcendo ou deslocando partes do corpo do adversário como:
- Sharpshooter - usado por Bret Hart, Sting, Natalya e outros
- STF - usado por John Cena
- Hell's Gate - usado por The Undertaker
- Crippler Crossface - Usado por Chris Benoit
- Anaconda Vise - Usado por CM Punk
- Lesnar Lock - Usado por Brock Lesnar
- Ankle Lock - Usado por Kurt Angle, Jack Swagger
- Walls Of Jericho - Usado por Chris Jericho
- Master Lock - Usado por Chris Masters
- Regal Stretch - Usado por William Regal
- Liontamer - Usado por Chris Jericho
- Inverted Figure-4-LegLock - Usado por Maryse, Shawn Michaels, Ric Flair, The Miz e outro.
- The Octopus - Usado por AJ Lee
- Boston Crab - Usado eventualmente por vários wrestlers às vezes como finisher

Abdominal Stretch - Usado como Signature Move de Mike Knox
- Sleeper Hold - Usado por Dolph Ziggler e Roddy Piper
- Cobra Clutch - Usado por Ted DiBiase, Ted DiBiase, Jr.
- Yes Lock - Usado por Daniel Bryan

## Finisher de agarramento
Finishers que precisam levantar ou agarrar o adversário para aplicá-lo como:
- RKO- usado por Randy Orton.

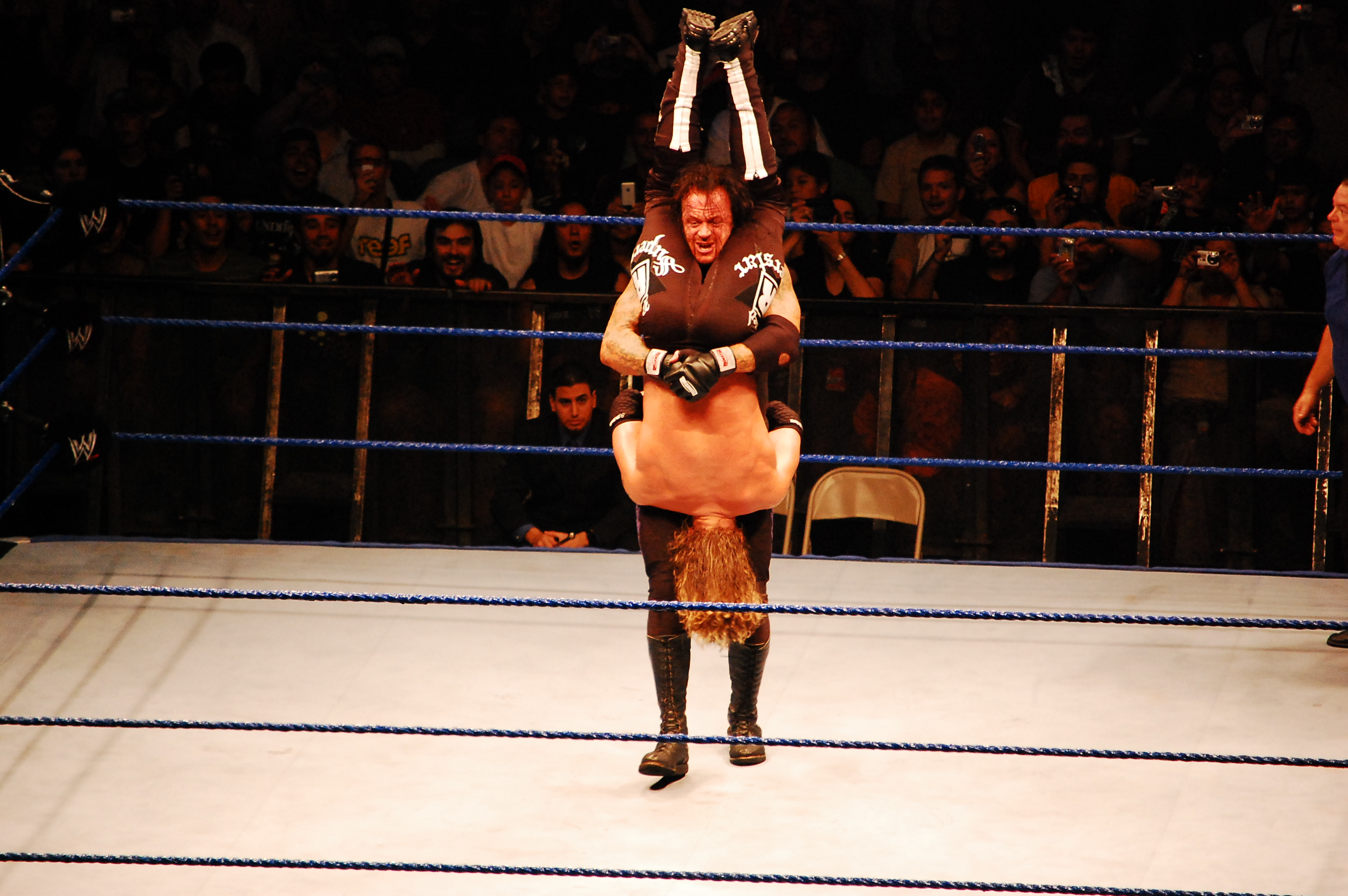
Undertaker aplicando um Tombstone Piledriver em Edge

- Chokeslam - usado por Big Show, Kane, The Undertaker, The Great Khali e outros.
- Angle Slam - Usado por Kurt Angle
- Batista Bomb - usado por Batista
- Attitude Adjustment - usado por John Cena
- Tombstone Piledriver - usado por The Undertaker e Kane
- Stone Cold Stunner - usado por Steve Austin e Mr. McMahon
- Pedrigree - Usado por Triple H e Seth Rollins
- Rock Bottom - Usado por Dwayne Johnson( The Rock)
- Black Hole Slam - Usado por Abyss
- G.T.S.(Go To Sleep) - Usado por CM Punk e Hideo Itami
- Piledriver - Usado por Bret Hart, Tommy Dreamer, Terry Fun
- Jackhammer - Usado por Bill Goldberg
- Triple Back Suplex - Usado por Kurt Angle
- Edgecution - Usado por Edge
- Dreamer Driver - Usado por Tommy Dreamer
- Dreamer DDT - Usado por Tommy Dreamer
- Double Arm DDT - Usado por Mick Foley
- Spinebuster - por Batista (geralmente, em seguida, aplica o Batista Bomb)

- White Russian Leg Sweep - Usado por Sandman
- F-5 - Usado por Brock Lesnar
- Codebreaker - Usado por Chris Jericho
- Back Stabber - Usado por Carlito
- Swagger Bomb - Jack Swagger
- ZigZag - Dolph Ziggler

## Finisher de ataques diretos
Finishers que precisam dar chute(s) e/ou soco(s) para ser executado, sempre causando mais dano que chutes e socos tradicionais.
- Shane Punch Combination - usado por Shane McMahon
- Sweet Chin Music - usado por Shawn Michaels
- Buzzsaw Kick - usado por Tajiri
- Shinning Wizzard - usado por The Hurricane
- Punt Kick - Usado por Randy Orton
- Trouble In Paradise - Usado por Kofi Kingston
- Brogue Kick - Usado por Sheamus
- Superkick - Usado por Shelton Benjamin
- Knokout Punch - Usado por Big Show
- Atomic Leg Drop - Usado por Hulk Hogan
- Scissors Kick - Usado por Booker T
- Martial Arts Combination - Usado por CM Punk

## Finisher Aéreo

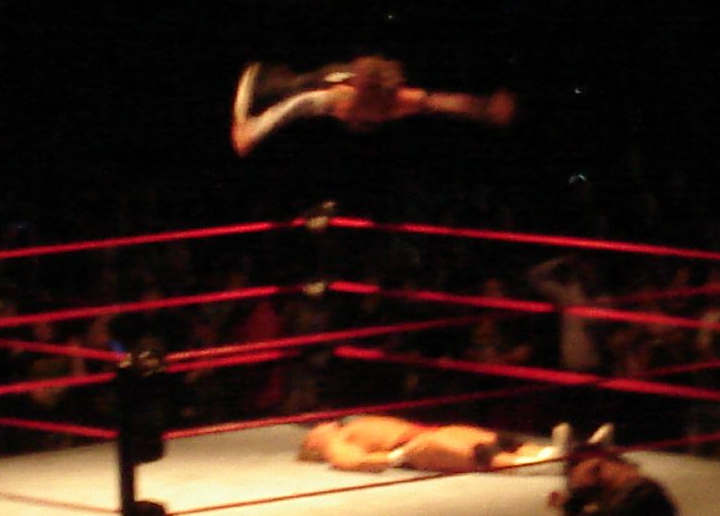
Jeff Hardy aplica o Swanton Bomb

São finishers que são feitos nas cordas superiores, em cima de escadas ou em alturas elevadas como:
- AirBourne - Usado por Evan Bourne

Swanton Bomb - usado por Jeff Hardy
Shooting Star Press - usado por Evan Bourne
Samoan Drop - usado por wrestlers Samoanos como: Rikishi,The Rock,Umaga e Yokozuna (que usa com o nome de Banzai Drop)
Five Star Frog Splash - usado por Rob Van Dam
Phoenix Splash - usado por Hayabusa, Sonjay Dutt e outros
Moonsalt - usado por vários wrestlers como: Terry Funk, Vader, Lita e outros.
Starship of Pain - Usado atualmente por John Morrison
450º Splash - Usado por Jeff Hardy (Agora muito usado pelo wrestler Justin Gabriel)
Elbow Drop - Usado por Shawn Michaels (que geralmente após aplicá-lo, prepara um Sweet Chin Music)
Diving Leg Drop - Usado por Matt Hardy
Kenton Bomb - Usado por Mr. Kennedy
Lita Hurrincanrrana - Usado por Lita
Crosckrew - Usado por muitos wrestlers da TNA
Coast-to-coast - (missile dropkick) - Shane McMahon

## Finishers estilo "Running"
São finishers que precisam correr para acertar o oponente, geralmente dando impulso nas cordas:
- Clothesline from hell - usado por JBL.
- Spear - usado por Edge, Bill Goldberg, Batista,Roman Reigns, Bobby Lashley, Christian, The Bella Twins e Kelly Kelly
- The 619 - Usado por Rey Mysterio
- Superman punch-usado por Roman Reigns